# Marc Gené
Marc Gené Guerrero (* 29. května 1974, Sabadell) je závodní jezdec, známý především z Formule 1 a série Le Mans. V současné době je testovacím jezdcem stáje Ferrari. Jeho bratr Jordi je také závodním pilotem, momentálně působí v sérii WTCC.
Gené startoval ve Formuli 1 v 36 závodech, nejvíce, dvě sezóny, odjezdil za tým Minardi, se kterým vydřel jeden bod za šesté místo při Grand Prix Evropy 1999.
Jako součást spolupráce týmu Scuderia Ferrari a SKY Italia, komentuje Marc Gené závody F1 na stanici SKY Sport.

## Začátky kariéry
Gené skončil v roce 1987 druhý v Katalánském motokárovém šampionátu, to mu bylo 13 let. O rok později vyhrál Španělský motokárový šampionát. V roce 1989 už jezdil Evropský i Světový šampionát. V roce 1990 vyhrál Gené seniorskou kategorii Španělského motokárového šampionátu, a stal se nejmladším vítězem této kategorie. V roce 1991 zkoušel opět Světový šampionát, skončil však až na 13. místě.
Pro rok 1992 se Gené přemístil do Formule Ford, kde ve Španělském šampionátu skončil celkově na 5. místě, když zaznamenal jedno vítězství a dvě pole positions. V roce 1993 skončil na 2. místě v Evropském šampionátu, dosáhl na 3 pódia a jedno vítězství. NA 2. pozici skončil i v sérii Formule Ford Festival. Roku 1994 byl Marc oceněn titulem Nejlepší nováček roku v šampionátu Britské Formule 3, v roce 1995 byl celkově na 10. příčce. O rok později vyhrál šampionát FISA Superformula a v roce 1997 se zúčastnil 5 závodů série Formule 3000, nicméně nedokázal ani jednou bodovat. Roku 1998 vyhrál šampionát Open Fortuna by Nissan.

## Formule 1
Velký průlom udělal Gené v roce 1999, když si zajistil místo u týmu Minardi ve Formuli 1. Ve slabém týmu to pro něj byl těžký rok, ale po několika 9. a 8. místech dokázal při Grand Prix Evropy 1999 získat bod za 6. místo. Byly to první body pro Minardi od roku 1995. Ve stejném týmu pokračoval i v následující sezóně, ale bodový zisk už nedokázal zopakovat.
Pro rok 2001 byl již Gené bez závodního angažmá, a tak podepsal smlouvu s týmem Williams jako testovací jezdec. A za tento tým nakonec odjel i několik závodů. Prvním z nich byla Grand Prix Itálie 2003, když nemohl závodit Ralf Schumacher kvůli otřesu mozku. Gené nahradil Schumachera velice dobře, když zaznamenal 4 body za 5. místo. Pro další závod byl již ale Schumacher v pořádku. V následující sezóně se však zranil znovu a Gené místo něj odjel závody ve Francii a Velké Británii. Nezaznamenal žádné body a v roli náhradníka jej vystřídal Antonio Pizzonia.
V listopadu 2004 podepsal Marc smlouvu s týmem Ferrari jako testovací jezdec. V této roli se v týmu sešel se svým bývalým stájovým kolegou z Minardi, Lucou Badoerem. V roce 2007 prodloužil Marc s týmem smlouvu. Omezení testování ve Formuli 1 mu ještě více ubralo práci, ale pro rok 2010 je spojován s nově vzniklým týmem Campos Grand Prix.

## Ostatní závody
Gené je také spojen s týmem Peugeot v sériích Le Mans. V roce 2008 měl Marc těžkou nehodu, vyvázl však jen se zlomeným prstem na noze. O rok později usedl do kokpitu Peugeotu společně s Davidem Brabhamem a Alexem Wurzem a společně vyhráli prestižní závod 24h Le Mans. Gené odjel závěrečný úsek závodu a dojel s vozem až do cíle na 1. pozici. Dominance automobilky Audi v této sérii tak byla přerušena. V letech 2008 a 2009 odjel také vytrvalostní závod 1000 km Spa, v roce 2008 závod vyhrál, o rok později skončil na 12. místě.

## Kompletní výsledky ve Formuli 1
| Legenda k tabulce | Legenda k tabulce                                                                       |
| Barva             | Výsledek                                                                                |
| ----------------- | --------------------------------------------------------------------------------------- |
| Zlatá             | Vítěz                                                                                   |
| Stříbrná          | 2. místo                                                                                |
| Bronzová          | 3. místo                                                                                |
| Zelená            | Bodované umístění                                                                       |
| Modrá             | Nebodované umístění                                                                     |
| Modrá             | Dokončil neklasifikován (NC)                                                            |
| Fialová           | Odstoupil (Ret)                                                                         |
| Červená           | Nekvalifikoval se (DNQ)                                                                 |
| Červená           | Nepředkvalifikoval se (DNPQ)                                                            |
| Černá             | Diskvalifikován (DSQ)                                                                   |
| Bílá              | Nestartoval (DNS)                                                                       |
| Bílá              | Závod zrušen (C)                                                                        |
| Světle modrá      | Pouze trénoval (PO)                                                                     |
| Světle modrá      | Páteční testovací jezdec (TD)                                                           |
| Bez barvy         | Netrénoval (DNP)                                                                        |
| Bez barvy         | Vyřazen (EX)                                                                            |
| Bez barvy         | Nepřijel (DNA)                                                                          |
| Bez barvy         | Odvolal účast (WD)                                                                      |
| Bez barvy         | Nezúčastnil se (prázdné)                                                                |
| Označení          | Význam                                                                                  |
| Tučnost           | Pole position                                                                           |
| Kurzíva           | Nejrychlejší kolo                                                                       |
| †                 | Jezdec nedojel do cíle, ale byl klasifikován, protože odjel více než 90 % délky závodu. |
| ‡                 | Byl udělován poloviční počet bodů, protože bylo odjeto méně než 75 % délky závodu.      |
| Horní index       | Umístění bodujících jezdců ve sprintu                                                   |

| Rok  | Tým                          | Šasi          | Motor         | 1       | 2       | 3       | 4       | 5       | 6       | 7       | 8      | 9      | 10     | 11      | 12     | 13      | 14    | 15     | 16      | 17      | 18  | Body | Umístění  |
| ---- | ---------------------------- | ------------- | ------------- | ------- | ------- | ------- | ------- | ------- | ------- | ------- | ------ | ------ | ------ | ------- | ------ | ------- | ----- | ------ | ------- | ------- | --- | ---- | --------- |
| 1999 | Fondmetal Minardi Ford       | Minardi M01   | Ford V10      | AUS Ret | BRA 9   | SMR 9   | MON Ret | ESP Ret | CAN 8   | FRA Ret | GBR 15 | AUT 11 | GER 9  | HUN 17  | BEL 16 | ITA Ret | EUR 6 | MAL 9  | JPN Ret |         |     | 1    | 18. místo |
| 2000 | Telefonica Minardi Fondmetal | Minardi M02   | Fondmetal V10 | AUS 8   | BRA Ret | SMR Ret | GBR 14  | ESP 14  | EUR Ret | MON Ret | CAN 16 | FRA 15 | AUT 8  | GER Ret | HUN 15 | BEL 14  | ITA 9 | USA 12 | JPN Ret | MAL Ret |     | 0    | 19. místo |
| 2003 | BMW WilliamsF1 Team          | Williams FW25 | BMW V10       | AUS     | MAL     | BRA     | SMR     | ESP     | AUT     | MON     | CAN    | EUR    | FRA    | GBR     | GER    | HUN     | ITA 5 | USA    | JPN     |         |     | 4    | 17. místo |
| 2004 | BMW WilliamsF1 Team          | Williams FW26 | BMW V10       | AUS     | MAL     | BHR     | SMR     | ESP     | MON     | EUR     | CAN    | USA    | FRA 10 | GBR 12  | GER    | HUN     | BEL   | ITA    | CHN     | JPN     | BRA | 0    | 23. místo |